# ادوبی دریم‌ویور
ادوبی دریم‌ویور (به انگلیسی: Adobe Dreamweaver) (به معنی رویاباف یا خیال‌پرداز) یک نرم‌افزار IDE برای طراحی وب است که توسط شرکت ادوبی تولید شده است. آخرین نسخهٔ این نرم‌افزار تا امروز نسخهٔ CC آن (Creative Cloud) است.
تا نسخهٔ هشت این نرم‌افزار به وسیلهٔ شرکت ماکرومدیا تولید می‌شد و پس از آن به وسیلهٔ شرکت ادوبی خریداری شد. شرکت ماکرومدیا در سال ۲۰۰۵ توسط شرکت ادوبی خریداری شد و بر همین اساس، این نرم‌افزار نیز اکنون از تولیدات ادوبی به‌شمار می‌رود. این نرم‌افزار توانست نرم‌افزار فرانت پیج را که محصول مایکروسافت بود در بازار رقابت شکست دهد و بازار نرم‌افزارهای طراحی وب را بسوی خود متمرکز نماید.
ادوبی دریم ویور نرم‌افزاری برای طراحی سایت است که کاربر توسط آن قادر خواهد بود که کدها و تگ‌های خود را در یک محیط ویرایشگر نوشته و مدیریت کند. همچنین کاربر می‌تواند تمامی کدهای نوشته شده خود را به‌صورت لوکال و بر روی هر مرورگری مشاهده کند. اشتراک‌گذاری خروجی به‌طور مستقیم از دیگر قابلیت‌های این نرم‌افزار است.
دریم ویور امکان ویرایش صفحاتhtml ,asp ،php , aspx ,css ,js ,jsp ,cf ,less ,CSS ,sass ,scss را در محیطی گرافیکی و پویا داراست و ویرایش این صفحات را با شناخت کلمات کلیدی این زبان‌ها در یک ویرایشگر مجتمع آسان می‌کند. هم‌اکنون افزونه‌های بسیاری نیز برای این نرم‌افزار نوشته شده است که با نصب آن‌ها بر روی دریم ویور، قدرت این نرم‌افزار را دو چندان می‌کند.

## معرفی ادوبی دریم‌ویور سی‌سی
ادوبی دریم‌ویور سی‌سی نرم‌افزار قدرتمند و غنی است، که اکثر طراحان برای طراحی‌های وب خود از آن استفاده می‌کنند. با دریم‌ویور می‌توانید به سادگی اقدام به نوشتن کدها و تگ‌های مد نظر خود نمایید، همچنین محیط ویرایشگر فوق حرفه‌ای این برنامه با تفکیک کردن کدهای مختلف، کدنویسی را برای شما آسان می‌نماید. اگر تا پیش از این برای مشاهده آنچه ساخته‌اید فایل را آپلود کرده یا بر روی لوکال قرار می‌دادید اکنون تنها با یک کلیک امکان دیدن نتیجه کار برایتان فراهم شده است.
رابط کاربری ساده و در عین حال زیبا این نرم‌افزار و همچنین ساده‌سازی صفحات وب با استفاده از گرفتن و کشیدن (Drag & Drop) کمک شایانی را برای سرعت بخشیدن برای طراحی صفحات وب خواهد کرد. شما با استفاده از گزینه Live View می‌توانید پروژه خود را به‌صورت آنلاین مشاهده نمایید. با استفاده از پلتفرم Cross این امکان را خواهید داشت که سایت خود را برای تمامی پلتفرم‌ها از جمله موبایل و تبلت فراهم آورید.

## برخی از امکانات جدید در نسخه CC
- صفحه بندی شبکه ای روان
- بهبود و کارایی بهتر FTP
- پنل یکپارچگی با Adobe Business Catalyst
- پشتیبانی از jQuery Mobile
- پشتیبانی از PhoneGap
- دارای پنل نمایش
- پشتیبانی از پلتفرم‌های مدرن

از ورژن ۵ به بعد، دریم ویور برجسته‌سازی نحو را برای زبان‌های زیر پشتیبانی می‌کند:
- اکشن اسکریپت
- Active Server Pages (ASP).
- سی شارپ
- Cascading Style Sheets (CSS)
- ColdFusion
- EDML
- Extensible HyperText Markup Language (XHTML)
- Extensible Markup Language (XML)
- Extensible Stylesheet Language Transformations (XSLT)
- اچ تی ام ال (HTML)
- جاوا
- جاوا اسکریپت
- پی اچ پی
- ویژوال بیسیک (VB)
- Visual Basic Script Edition (VBScript)
- Wireless Markup Language (WML)

## قابلیت‌های کلیدی نرم‌افزار Adobe Dreamweaver CS6 ME
- ساخت، طراحی، ویرایش صفحات وب
- محیط طراحی وب سایت با سه متد مختلف
- پشتیبانی از فرمت‌های مختلف صفحات وبActive Server Pages (ASP) ,Java Server ,PHP ,XML ,HTML , JSP ,CSS ,ASPX و چندین زبان برنامه‌نویسی دیگر
- محیطی متفاوت از نرم‌افزارهای دیگر و بسیار کارا و حرفه‌ای
- پشتیبانی و طراحی صفحات وب بر پایه CSSها
- استفاده از پشتیبانی از تمامی ابزارهای موجود روی صفحات وب نظیر، عکس‌ها، انیمیشن‌ها و …
- امکان برقراری ارتباط میان برنامه‌های نوشته شده با بانک‌های اطلاعاتی معروف
- هوشمند بودن نرم‌افزار در شناسایی کدهای نوشته شده
- سازگار با نرم‌افزارهای دیگر شرکت Adobe
- پشتیبانی و توسعه صفحات پویا و داینامیک با قدرت ای‌جکس (AJax)
- سازگاری کامل با نرم‌افزار معروف Adobe Photoshop و فرمت PSD
- ویرایش آنلاین صفحات وب
- امکان آپلود صفحات بر روی هاست و سرور
- پشتیبانی از تایپ فارسی

## ویژگی‌های جدید Adobe Dreamweaver CS6 ME عبارتند از
- پشتیبانی و سازگاری با محصول جدید Adobe یعنی Adobe Air
- واسط کاربری جدید و بهینه شده برای کاربران
- سازگاری بهتر با CSSها
- طراحی، توسعه و گسترش رابط‌های کاربری پویا با استفاده از Spry framework for Ajax
- افزایش کارایی CSSها در صفحات وب با کمک کامپوننت‌های Spry widgets
- محیط سازگار با مجموعه Creative Suite و سایر محصولات جدید Adobe
- امکان وارد نمودن CSS به داخل پروژه با استفاده از CSS layouts
- گنجاندن داده‌ها در داخل صفحه وب با استفاده از XML از یک منبع RSS یا پایگاه داده
- مشاهده نحوه نمایش وب سایت طراحی شده بر روی موبایل با استفاده از Adobe Device Central
- قابلیت اضافه نمودن Transitionهایی مانند grow, shrink, fade, highlight & ...
- امکان مدیریت کامل CSSها
- پشتیبانی و سازگاری با CMS
- سازگاری و هوشمندی نرم‌افزار و هماهنگی خاص با PHP
- امکانات فوق‌العاده حرفه‌ای برای CSS
- سازگاری و هماهنگی با Adobe BrowseLab
- سازگاری و امکان کدنویسی هوشمند کدهای وردپرس
- راه‌اندازی سریعتر یک سایت در نسخه جدید
- بهینه‌سازی شده برای افزایش سرعت در نصب و عملکرد سیستم
- سازگاری با نسخه‌های مختلف ویندوز
- و …